# Lutwin Jülich
Lutwin Jülich (geboren am 30. Oktober 1888 in Ehrenfeld (Köln); gestorben am 12. November 1953 in Simmern/Hunsrück) war ein deutscher Landrat und Jurist.

## Leben
Lutwin Jülich besuchte zunächst die Oberrealschule seiner Heimatstadt Köln und studierte nach Ablegung der Reifeprüfung in Bonn und Berlin Rechtswissenschaften. 1911 legte er in Köln sein juristisches Referendarexamen ab und während des Ersten Weltkriegs 1915 in Berlin die Assessorenprüfung. Am 5. Oktober 1915 zum Gerichtsassessor ernannt, nahm Jülich im Weiteren von 1915 bis 1918 als Freiwilliger am Krieg teil. Als Leutnant der Reserve am 30. Oktober 1917 leicht verwundet, blieb er bis Kriegsende bei seiner Einheit.
Nach dem Weltkrieg fand Jülich zunächst vom 1. Dezember 1918 bis zum 26. Mai 1919 Beschäftigung auf dem Amtsgericht Köln, bevor er als Kreissyndikus an das Landratsamt in Simmern wechselte. Während seiner dortigen Tätigkeit bis zum 31. Dezember 1925 wurde Jülich mit der Schrift Ehelicher Aufwand im Güterstande der Gütertrennung und sein Verhältnis zu den Unterhaltsnormen und dem Prädikat magna cum laude an der Universität Würzburg zum Dr. jur. promoviert.
Mit seinem Ausscheiden aus der Kreisverwaltung Simmern führte Jülich vom 1. Januar 1926 bis zum 9. April 1945 eine Rechtsanwaltskanzlei in der Kreisstadt, bevor ihn bei Ende des Zweiten Weltkriegs die Besatzungsbehörden zum Landrat ernannten. Am 31. Oktober 1946 setzte ihn die nun französische Besatzungsbehörde von seinem Amt ab, weil er zu seiner Zeit als Kreissyndikus im Jahr 1922 die Separatistenfahne vom Landratsamt hatte herunternehmen lassen. Anschließend nahm Jülich die Rechtsanwaltstätigkeit wieder fort. Jülich wurde 1953 auf dem Friedhof in Simmern beigesetzt.